# ジョン・ヘンリー (2000年の映画)
『ジョン・ヘンリー』（原題: John Henry）は、2000年のアメリカ合衆国の短編アニメーション映画。マーク・ヘン監督、ウォルト・ディズニー・フィーチャー・アニメーション製作。アフリカ系アメリカ人のフォークヒーロー、ジョン・ヘンリーを題材にしている。アニー賞ノミネート作品。

## ストーリー
ジョンの妻ポリーのナレーションが、ジョンの生い立ちを説明する。「生まれつき手にハンマーを持っていた」と言われるジョンは、自由を与えられてすぐに結婚するまで、ポリーとともに奴隷だった。結婚の贈り物として、ポリーは古い手枷足枷から鍛造した巨大なハンマーをジョンに贈り、ジョンはそのハンマーを握って死ぬと彼女に約束する。定住する土地を探していた彼らは、鉄道建設のために雇われた元奴隷やアイルランド移民のグループに出会うが、鉄道を完成させれば土地をもらえるという契約では、必要な期間よりも短い期間しか認められていなかった。しかし、過酷な労働はほとんどすべての男たちを疲れさせる。10人分の体力を持つジョンは、決してあきらめずに働き続けようと彼らを鼓舞する。
それにもかかわらず、不道徳な経営者により契約は破棄され、労働者の座は蒸気ドリルに奪われる。ジョンは引き下がることを拒否し、蒸気ドリルの運転手にどちらが先に鉄道を完成させることができるかという競争を挑むことで、人間が機械以上のことを成し遂げられることを証明する。ジョンが機械に勝てば、労働者たちに約束した土地が届けられる。彼は鉄道を敷設し、山を貫くトンネルまで建設する。しかし、労働者たちの祝賀会は、ジョンが過労で倒れたことでほろ苦いものに変わる。もう長くは生きられないと悟ったポリーは、ジョンが笑顔で息を引き取る前に、ジョンのハンマーをそっと彼の手に置く。ジョンの犠牲的勝利によって与えられた土地を覆うようになった町の家で、ジョンの幼い息子に、母であるポリーがこの話を語る。すると雷の音がして子どもは怯えるが、ポリーは、それは父親が空に向かって打ち鳴らす音なのだと告げて物語は終わる。

## 声の出演
| 役名             | 原語版                        | 日本語吹き替え版           |
| ---------------- | ----------------------------- | -------------------------- |
| ジョン・ヘンリー | ジェフリー・ジョーンズ        | 佐藤美一                   |
| ポリー           | アルフレ・ウッダード （台詞） | 茜部真弓 （台詞）          |
| ポリー           | キャリー・ハリントン （歌唱） | 大木理紗 （歌唱）          |
| マクタビッシュ   | ティム・ホッジ                | 佐瀬弘幸                   |
| トーマス         | デイヴ・マーレイ              | 佐久間元輝                 |
| その他           | 不明                          | 祐仙勇 内野孝聡 戸田めぐみ |

## 封切り

### ホームメディア
アメリカでは、DVD『ディズニー・アメリカン・レジェンド』と『ウォルト・ディズニー・アニメーション・スタジオ ショートフィルム・コレクション』に本作が収録された。DVDのリリースを除けば、ハリウッドのエル・キャピタン劇場で3日間計6回しか上映されなかった。
日本では、2015年にウォルト・ディズニー・スタジオ・ジャパンよりリリースされた『ディズニー・ショートフィルム・コレクション』に収録された。